# 동상
동상(凍傷, frostbite)은 피부와 다른 조직들이 극심한 추위로 인해 일부 부위에 상해를 입는 일을 가리킨다. 동상은 대개 심장으로부터 멀리 떨어진 부위, 특히 바깥에 많이 노출되는 손, 발 등의 부위에서 잘 일어난다.

## 분류
극심한 추위로 조직이 상해를 입는 데에는 몇 가지 분류가 있다.
- 가벼운 동상(frostnip)은 세포 파괴 없이 조직이 표면적으로 차가워지는 현상이다.[1]
- 동창은 추위에 반복적으로 노출되면서 피부가 허는 현상이다.
- 일반 동상(frostbite)은 조직 파괴를 동반한다.

## 평가
동상은 손상을 받은 후 최소 6개월이 지나야 동상을 입은 조직의 괴사 여부를 판정할 수 있다. 그러므로 조직 손상 여부 판정에는 매우 긴 시간이 필요하다.
영어에는 Frostbite january, Amputation July라는 격언이 있다. 동상은 1월에 걸렸지만 절단은 7월에 한다는 의미이다. 즉 동상을 입은 즉시에는 조직이 살아 있는 듯이 보여도 괴사가 점차 진행할 수도 있다는 의미이다.

## 단계
- 1도 동상
- 2도 동상
- 3도 동상
- 4도 동상

## 처치, 치료
가장 중요한 처치는 즉각적인 재가온이다. 체온 보다 온도가 약간 높은 물에 동상을 입은 조직을 담그는 것이 가장 좋다. 만약 인체의 손상이 있다면 감염을 막기 위한 항생제를 투여하여야 할 수도 있다. 필요하면 진통제를 사용한다.

## 같이 보기
- 화상
- 참호족
- 동창
- 화재